# Nederlandse kampioenschappen schaatsen afstanden 1995 - 5000 meter vrouwen
De 5000 meter vrouwen op de Nederlandse kampioenschappen schaatsen afstanden 1995 werd gehouden op de ijsbaan de Uithof in december 1994. Titelverdedigster was Carla Zijlstra, die de titel pakte tijdens de Nederlandse kampioenschappen schaatsen afstanden 1994.

## Statistieken

### Uitslag
| #      | Schaatser         | Tijd    |
| ------ | ----------------- | ------- |
| Goud   | Carla Zijlstra    | 8.37,77 |
| Zilver | Tonny de Jong     | 8.46,71 |
| Brons  | Annamarie Thomas  | 8.47,59 |
| 4      | Jenita Smit       | 8.48,14 |
| 5      | Colette Zee       | 8.49,77 |
| 6      | Renate Groenewold | 8.49,77 |
| 7      | Lia van Schie     | 8.54,83 |
| 8      | Barbara de Loor   | 8.55,42 |
| 9      | Sandra 't Hart    | 8.56,23 |
| 10     | Sandra de Ronde   | 8.03,04 |
| 11     | Hanneke de Vries  | 8.03,19 |
| 12     | Andrea Nuyt       | 8.13,09 |

## Uitslag
- Uitslagen NK Afstanden 1995 op SchaatsStatistieken.nl

1987 · 
1988 · 
1989 · 
1990 · 
1991 · 
1992 · 
1993 · 
1994 · 
1995 · 
1996 · 
1997 · 
1998 · 
1999 · 
2000 · 
2001 · 
2002 · 
2003 · 
2004 · 
2005 · 
2006 · 
2007 · 
2008 · 
2009 · 
2010 · 
2011 · 
2012 · 
2013 · 
2014 · 
2015 · 
2016 · 
2017 · 
2018 · 
2019 · 
2020 · 
2021 · 
2022 · 
2023 · 
2024 · 
2025